# La carnaza
La carnaza (L'appât según su título original en francés) es una película francesa dirigida por Bertrand Tavernier. Obtuvo el Oso de Oro del Festival de Berlín en 1995. Se estrenó en Francia el 8 de marzo de 1995 y en España el 28 de agosto. Está basada en la novela homónima del escritor francés Morgan Sportès que a su vez se inspiró en un suceso real que tuvo lugar en París en 1984.

## Argumento
Nathalie (Marie Gillain), Eric (Olivier Sitruk) y Bruno (Bruno Putzulu) son tres amigos que comparten piso e ilusiones: abrir una tienda de ropa en los Estados Unidos. Para conseguir el dinero necesario deciden aprovechar el atractivo físico de la primera para seducir a determinados hombres de negocio mientras sus compinches les roban para después asesinarles.  

## Reparto principal
- Marie Gillain como Nathalie.
- Olivier Sitruk como Eric.
- Bruno Putzulu como Bruno.
- Richard Berry como Alain.
- Philippe Duclos como Antoine.
- Marie Ravel como Karine.

## Premios y nominaciones
Festival de Berlín
| Año  | Categoría  | Película   | Resultado |
| ---- | ---------- | ---------- | --------- |
| 1995 | Oso de oro | La carnaza | Ganadora  |

Premios César
| Año  | Categoría               | Película       | Resultado |
| ---- | ----------------------- | -------------- | --------- |
| 1996 | Mejor actriz revelación | Marie Gillain  | Nominada  |
| 1996 | Mejor actor revelación  | Olivier Sitruk | Nominado  |